# Hartmut Boockmann
Hartmut Boockmann (ur. 22 sierpnia 1934 w Malborku, zm. 15 czerwca 1998 w Getyndze) – niemiecki historyk mediewista.

## Życiorys
Studia historyczne na uniwersytetach w Tybindze i Getyndze. Tutaj też doktoryzował się w 1961 pod kierunkiem czołowego mediewisty prof. Hermanna Heimpla z problematyki Zakonu Krzyżackiego w Prusach w XV w. Rezultatem wieloletnich kwerend była rozprawa habilitacyjna Johannes Falkenberg, der Deutsche Orden und die polnische Politik (wyd. 1975).  W latach 1975-1982 pracował na Uniwersytecie w Kilonii, następnie powrócił na Uniwersytet w Getyndze. Był jednym z prekursorów wspólnych polsko-niemieckich badań nad historią zakonu krzyżackiego.

## Wybrane publikacje
- Laurentius Blumenau. Fürstlicher Rat – Jurist – Humanist (ca. 1415-1484), (=Göttinger Bausteine zur Geschichtswissenschaft; Bd. 37), Göttingen 1965 (dissertation)
- Johannes Falkenberg, der Deutsche Orden und die polnische Politik. Untersuchungen zur politischen Theorie des späteren Mittelalters. Mit einem Anhang: Die Satira des Johannes Falkenberg, Göttingen 1975 (Habilitation) ISBN 3-525-35354-5
- Der Deutsche Orden. Zwölf Kapitel aus seiner Geschichte, zuerst München 1981 ISBN 3-406-08415-X
- Die Marienburg im 19. Jahrhundert, zuerst Frankfurt a. M. usw. 1982 ISBN 3-549-06661-9
- Die Stadt im späten Mittelalter, zuerst München 1986 ISBN 3-406-31565-8
- Stauferzeit und spätes Mittelalter. Deutschland 1125–1517, zuerst Berlin 1987 ISBN 3-88680-158-6
- Deutsche Geschichte im Osten Europas, Ostpreußen und Westpreußen, Berlin 1992 ISBN 3-88680-212-4
- Fürsten, Bürger, Edelleute, Lebensbilder aus dem späten Mittelalter, München 1994 ISBN 3-406-38534-6
- Wissen und Widerstand. Geschichte der deutschen Universität, Berlin 1999 ISBN 3-88680-617-0
- Wege ins Mittelalter. Historische Aufsätze, München 2000 ISBN 3-406-46241-3
- Einführung in die Geschichte des Mittelalters, 8. Auflage, München 2007 ISBN 978-3-406-36677-2.

## Publikacje przetłumaczone na język polski
- Nowe prace o średniowiecznej historii Lubeki, "Zapiski Historyczne" 45 (1980), z. 3, s. 79-88.
- (współautor: Gotthold Rhode), Tezy do historii Zakonu Krzyżackiego [w:] Zakon Krzyżacki a Polska w średniowieczu. IV Konferencja Wspólnej Komisji Podręcznikowej PRL-RFN Historyków 16-22 IX 1873 r., Warszawa. V Konferencja Wspólnej Komisji Podręcznikowej PRL-RFN 19-23 IX 1974 r., Toruń, red. Marian Biskup, Poznań: Instytut Zachodni 1987.
- Gdzie leżą wschodnie Niemcy? Niemcy i ich historia we wschodniej i środkowej Europie, "Borussia" 1993, nr 7, s. 10-19.
- Prusy jako pojęcie geograficzne, historyczne i ideologiczne, "Komunikaty Mazursko-Warmińskie" 41 (1997), nr 4, s. 563-570.
- Zakon Krzyżacki: dwanaście rozdziałów jego historii, przeł. Robert Traba, przeł. przejrzała Wanda Lipnik, Warszawa: "Volumen" - Niemiecki Instytut Historyczny 1998.